# Chinușu
Chinușu (węg. Kénos) – wieś w Rumunii, w okręgu Harghita, w gminie Mărtiniș. W 2011 roku liczyła 146 mieszkańców.